# Hydraethiops
Hydraethiops — рід змій родини полозових (Colubridae). Представники цього роду мешкають в Центральній Африці.

## Види
Рід Hydraethiops нараховує 2 види:
- Hydraethiops laevis Boulenger, 1904
- Hydraethiops melanogaster Günther, 1872

## Етимологія
Наукова назва роду Hydraethiops походить від сполучення слів дав.-гр. ὑδρο — водяний і Αιθιοψ — ефіоп. 